# Université de technologie Princesse Sumaya
L’université de technologie Princesse Sumaya est une université située à Amman, en Jordanie. Fondée en 1991, elle est nommée en l’honneur de la princesse Sumaya bint El Hassan.